# Stenochlaena spondicifolia
Stenochlaena spondicifolia là một loài dương xỉ trong họ Blechnaceae. Loài này được J.Sm. mô tả khoa học đầu tiên năm 1841.
Danh pháp khoa học của loài này chưa được làm sáng tỏ. 